# Tamias speciosus
Tamias speciosus är en däggdjursart som beskrevs av Clinton Hart Merriam 1890. Den ingår i släktet jordekorrar och familjen ekorrar. IUCN kategoriserar arten globalt som livskraftig.

## Underarter
Catalogue of Life och Wilson & Reeder skiljer mellan fyra underarter:
- T. speciosus speciosus
- T. speciosus callipeplus
- T. speciosus frater
- T. speciosus sequoiensis

## Beskrivning
Arten är klart och kontrastrikt färgad med brun och gråsprängd hjässa, under sommaren brungula till brunaktiga kinder, brunsvarta till svarta samt vita strimmor på huvudets sidor och bruna till svarta längsstrimmor på rygg och sidor, omgivna av vita strimmor som har gulaktigt inslag på ryggen. Jordekorren är en liten art med en längd mellan 19,7 och 21 cm, inklusive en 1,3 till 2,2 cm lång svans, och en vikt mellan 50 och 70 g. Som vanligt bland jordekorrar är honan större än hanen.

## Ekologi
Arten, som är dagaktiv, förekommer i alpina barrskogar och skogar med en blandning av barrträd och chaparral på höjder mellan 1 500 och 3 000 m. I vissa områden kan den även påträffas på alpina ängar. Individerna vilar i underjordiska bon, under trädstubbar, i trädens håligheter (bland annat övergivna hackspettbon) och i bergssprickor. Reviret är 1,3 till 2,6 hektar stort.
Under den kallaste delen av vintern, eller om marken är snötäckt längre perioder, stannar arten under vintern i boet och håller vinterdvala. Den kan dock tillfälligtvis vakna upp ur dvalan under varmare perioder för att äta.
Arten är inte särskilt långlivad; de flesta individerna lever bara i ett eller två år. Maximal livslängd för vilda individer beräknas till fyra år, medan de i fångenskap kan leva upp till fem år.

### Föda och predation
Tamias speciosus är allätare och lever av frön, nötter, pollen, frukter, ägg samt insekter. Den kan även äta andra leddjur, mindre ryggradsdjur, svampar, löv, blommor, avfall och kadaver. Födan lagras ofta i gömmor och äts senare under kalla tider.
Arten utgör själv föda för prärievarg, rävar (bland annat gråräv), rödlo, amerikansk mård, rödstjärtad vråk och trasthök. Många individer fryser också ihjäl under vintern.

### Fortplantning
Parningen sker under våren eller den tidiga sommaren (vanligen maj till tidigt i juni). Honor får vanligen en kull per år med 3 till 6 ungar efter omkring en månads dräktighet. Ungarna diar modern i omkring en månad, varefter hon upphör med sin omvårdnad. Könsmognaden inträffar vid 10 till 12 månaders ålder.

## Utbredning
Arten förekommer i bergstrakter i Kalifornien och i angränsande områden av delstaten Nevada.